# Bitta

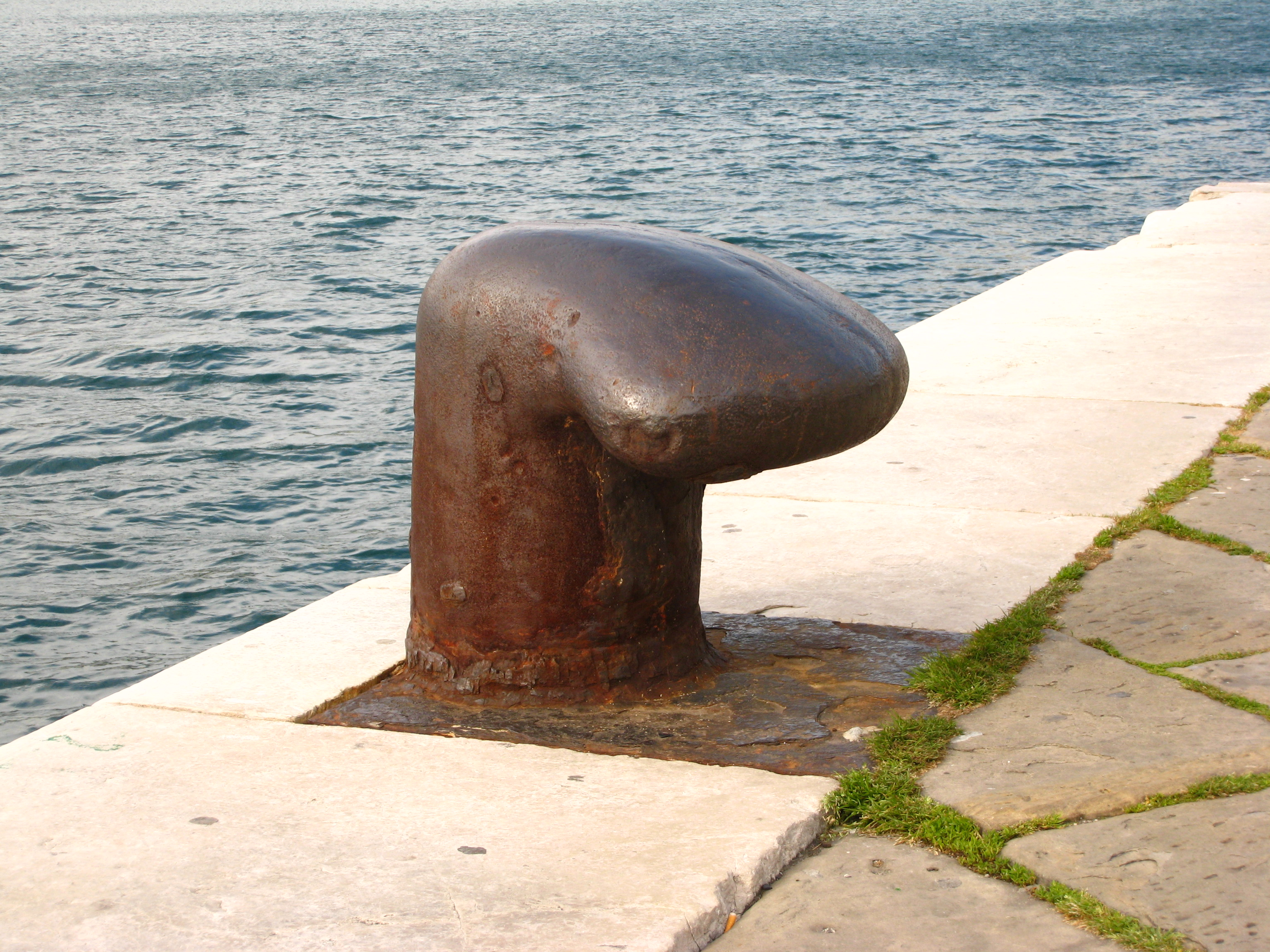
Una bitta per l'ormeggio di grosse navi

Bitta è il termine nautico con cui si indica una bassa e robusta colonna, che si trova sulle banchine dei porti e sui ponti delle imbarcazioni, e alla quale vengono legati o avvolti i cavi d'ormeggio.

## Descrizione
Può essere costituita in metallo, pietra o legno, avendo una parte superiore che termina sempre con un ringrosso a forma di fungo, di collare, o con altre forme che hanno tutte comunque la funzione di evitare che il cavo si sfili dall'ormeggio quando è in trazione. La rappresentazione stilizzata di un cavo avvolto su una bitta è usata per i gradi della Marina Militare ed è detto "giro di bitta".

## Galleria d'immagini

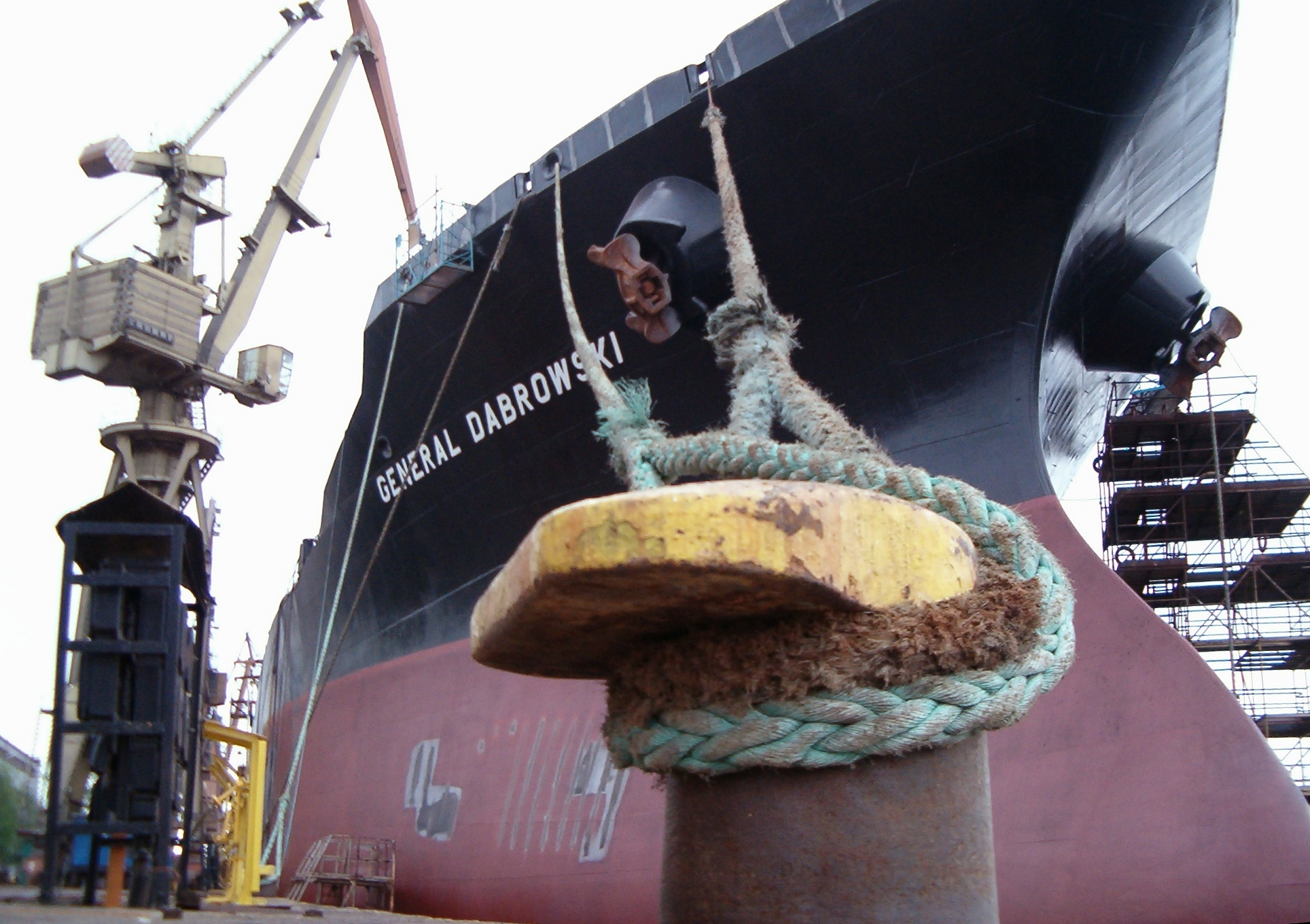
Una nave ormeggiata a una bitta
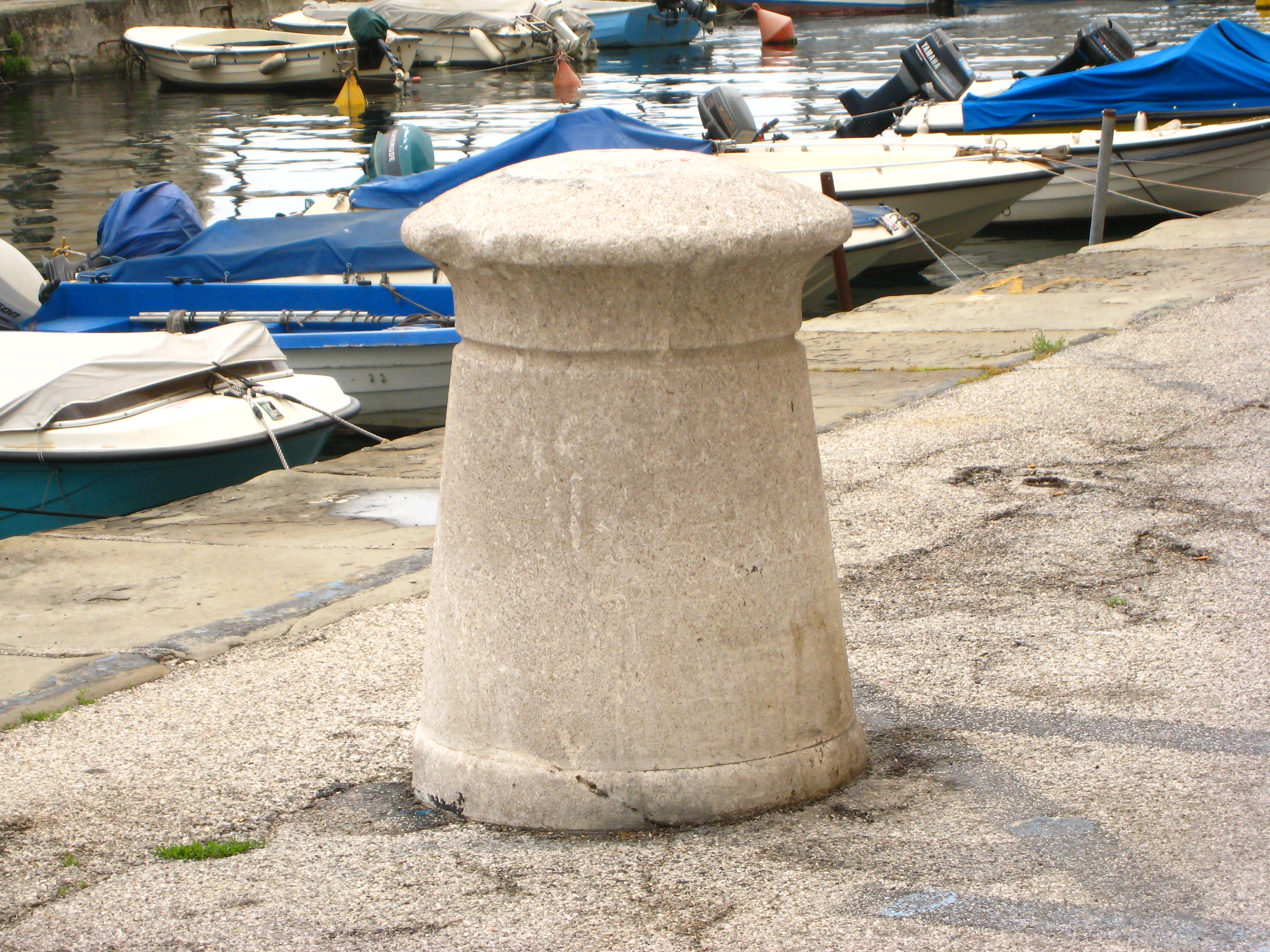
Una bitta in pietra
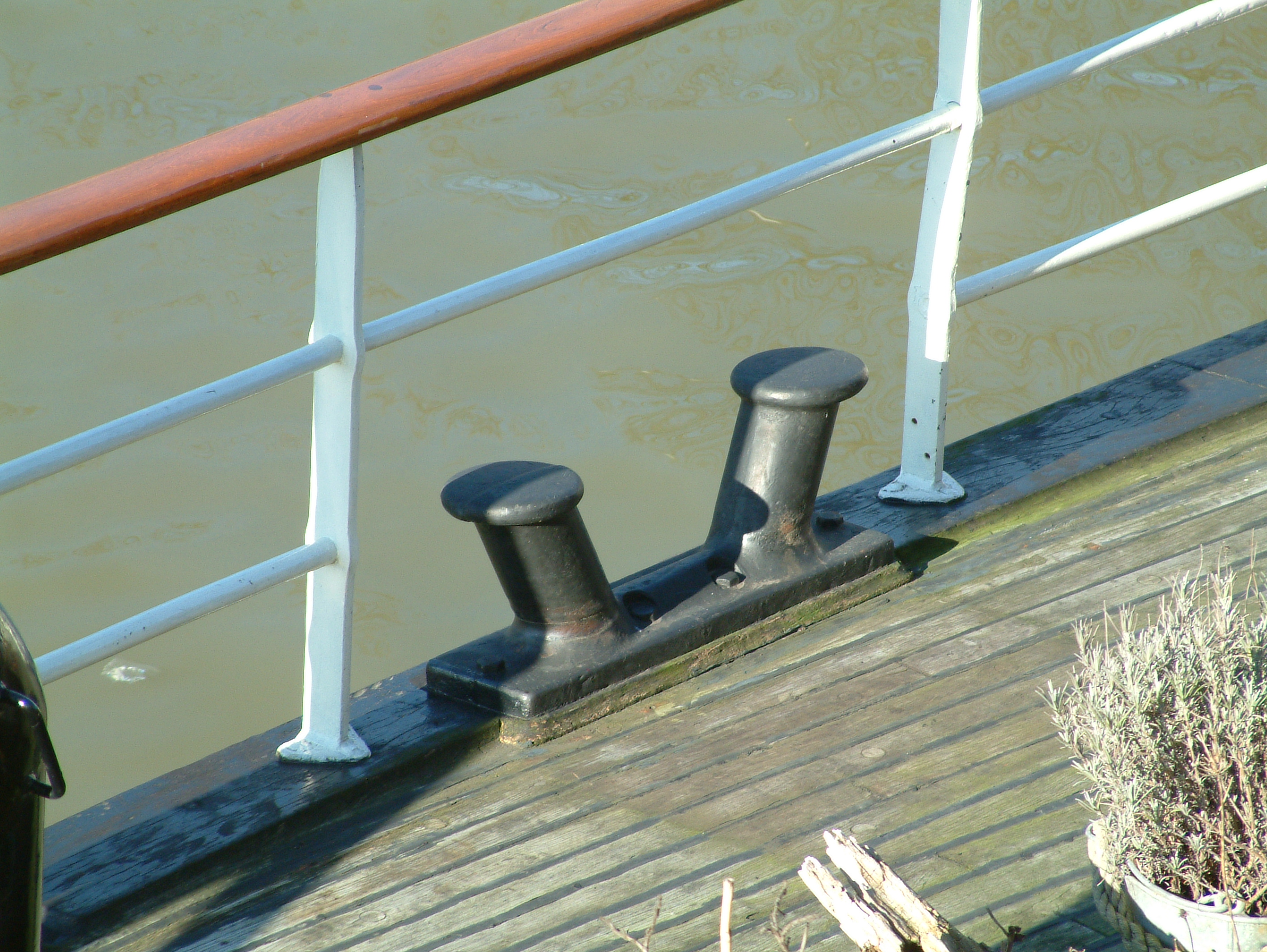
Piccole bitte a bordo di un'imbarcazione
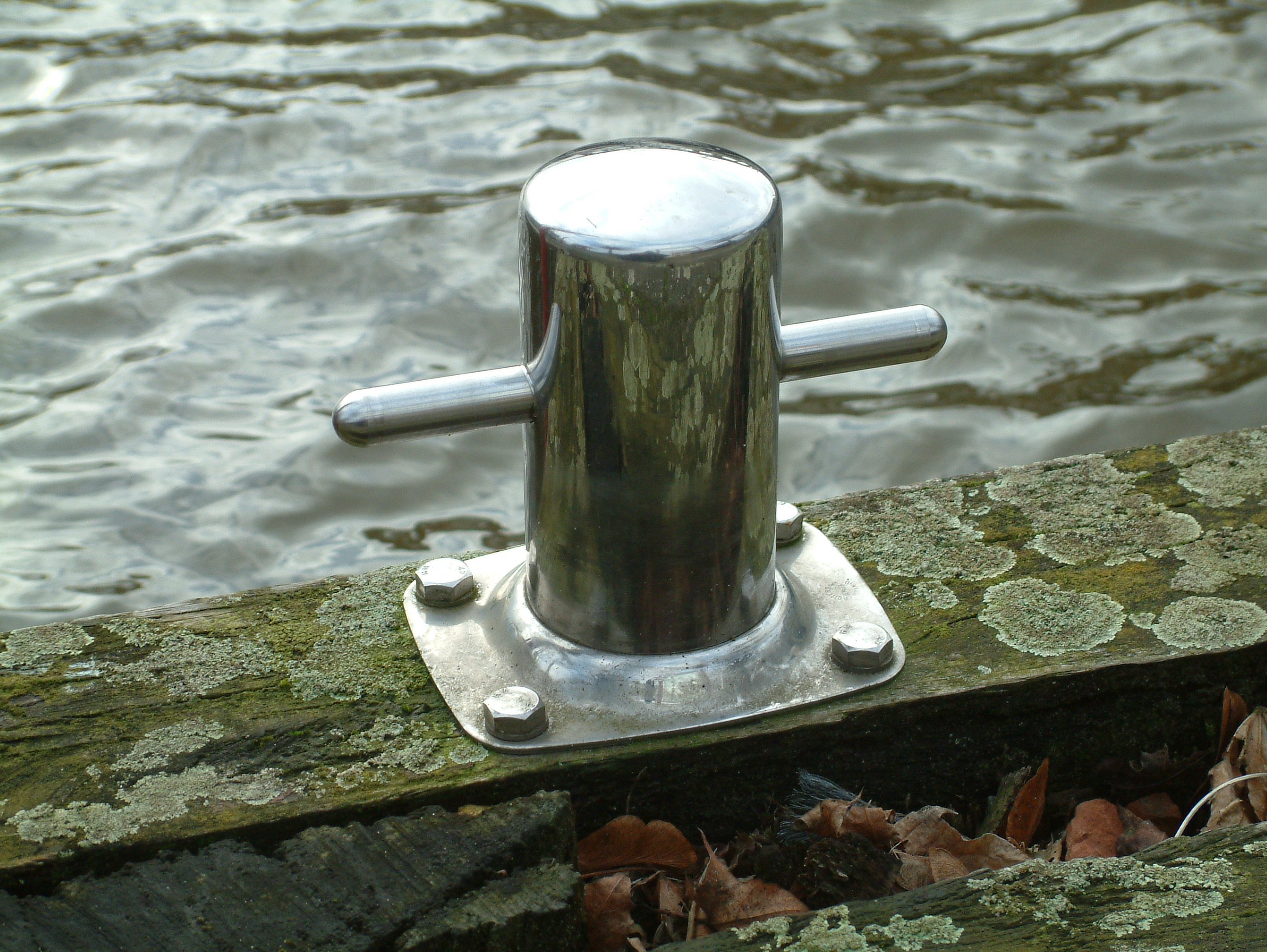
Un altro tipo di bitta
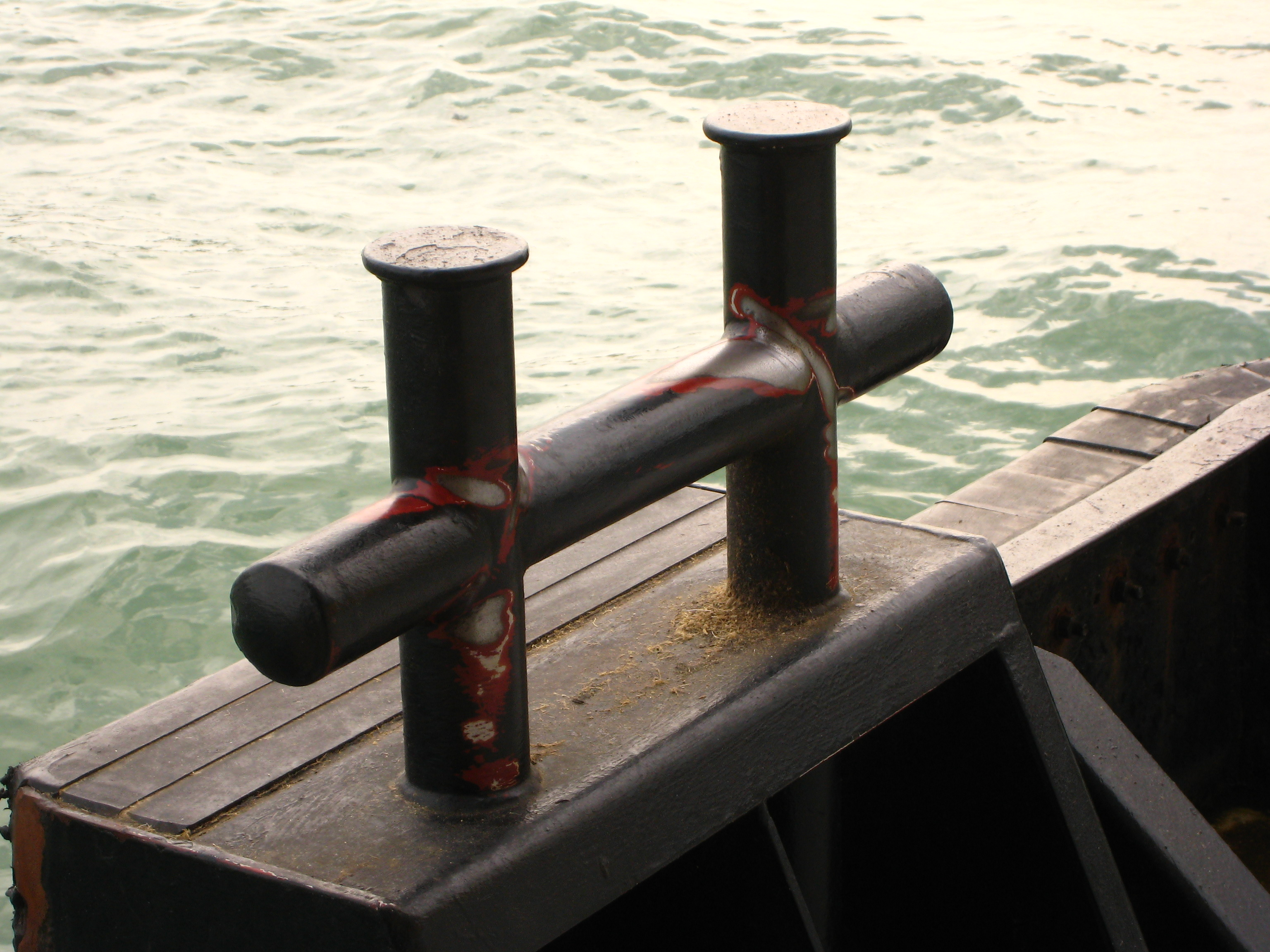
Bitta su un pontile per l'attracco dei vaporetti
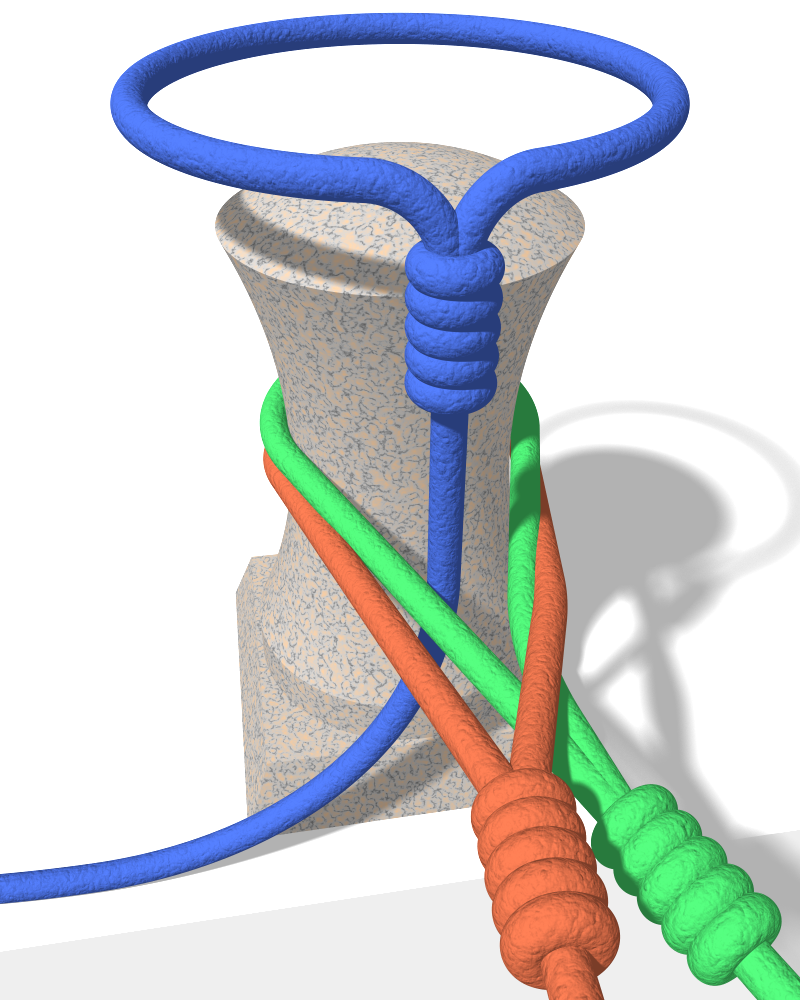
Maniera corretta di inserire le gasse su una bitta in modo da poterne sfilare una qualsiasi
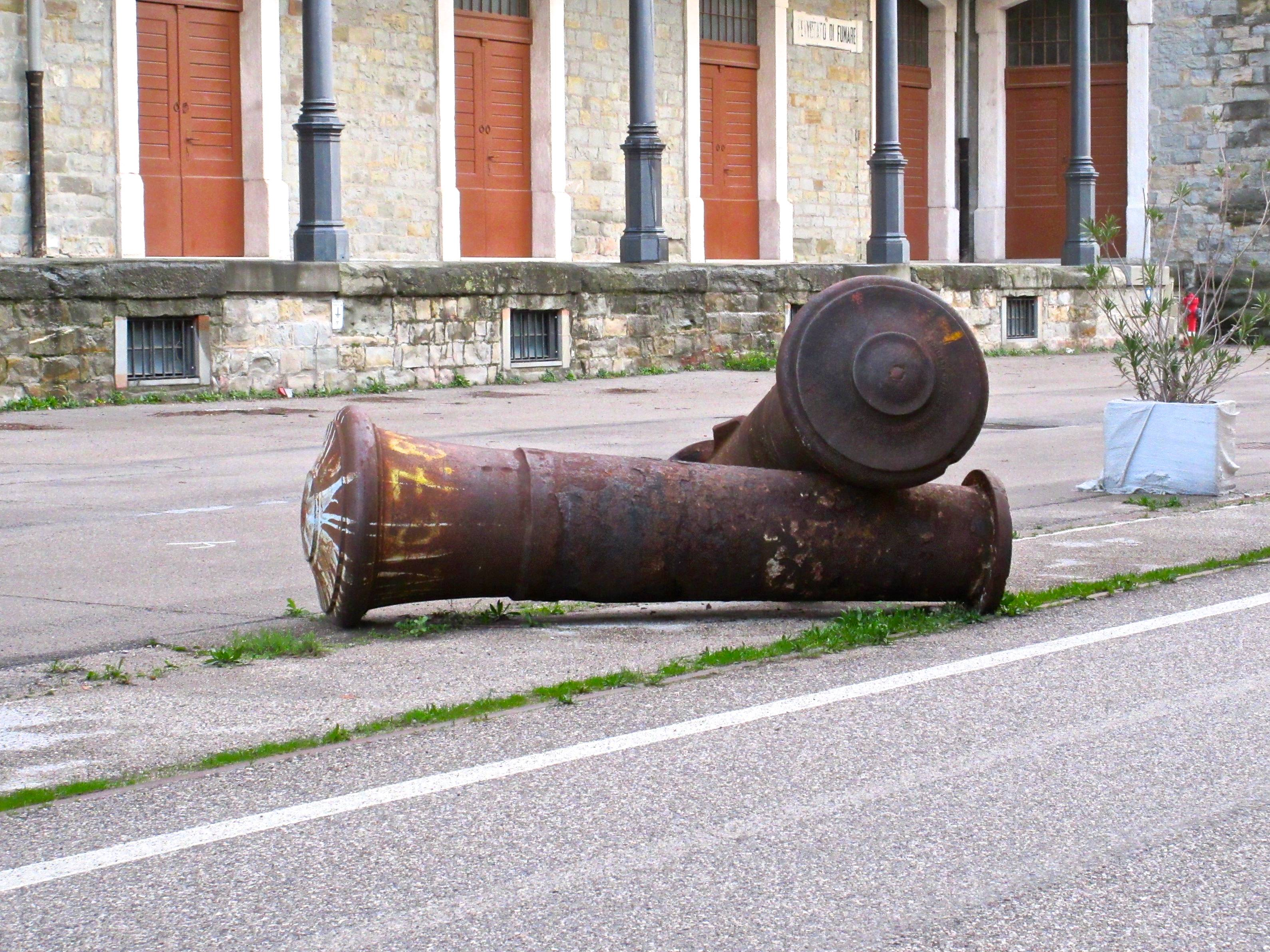
Bitte fuori terra
Il giro di bitta, distintivo del grado di guardiamarina nella Marina Militare